# Stein, Limburg

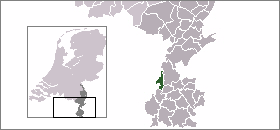
Steins läge

Stein är en kommun i provinsen Limburg i Nederländerna. Kommunens totala area är 22,78 km² (där 1,57 km² är vatten) och invånarantalet är på 26 722 invånare (2005).